# Mastigoptila brevicornuta
Mastigoptila brevicornuta är en nattsländeart som först beskrevs av Schmid 1958.  Mastigoptila brevicornuta ingår i släktet Mastigoptila och familjen stenhusnattsländor. Inga underarter finns listade i Catalogue of Life.